# Cabane Arpitettaz
Die Cabane Arpitettaz, auch Arpitettazhütte, ist eine Schutzhütte der Sektion La Dôle des Schweizer Alpen-Clubs in den Walliser Alpen im Kanton Wallis in der Schweiz.

## Lage und Betrieb
Die Hütte steht im Hochgebirge als hinterste Hütte im Val d’Anniviers am westlichen Fuss des Weisshorns auf 2786 m ü. M. und wird von der Sektion La Dôle des Schweizer Alpen-Clubs betrieben und bewartet.

## Geschichte
Die 1953 erbaute und modernisierte alpine Hütte aus Stein ist zwischen Weisshorn, Zinalrothorn und Besso eingebettet. Alle Besteigungen haben hochalpinem Charakter. Der alpine Übergang zur Tracuithütte ist nur für erfahrene Alpinwanderer (Passagen mit Ketten gesichert).

## Zustiege
- Von Zinal via Le Chiesso (Normalroute) in 4 ½  Stunden, Aufstieg 1180 Höhenmeter, Schwierigkeitsgrad T3.
- Von Zinal via via Pas du Chasseur in 4 Stunden, Aufstieg 1180 Höhenmeter, Schwierigkeitsgrad T4+.

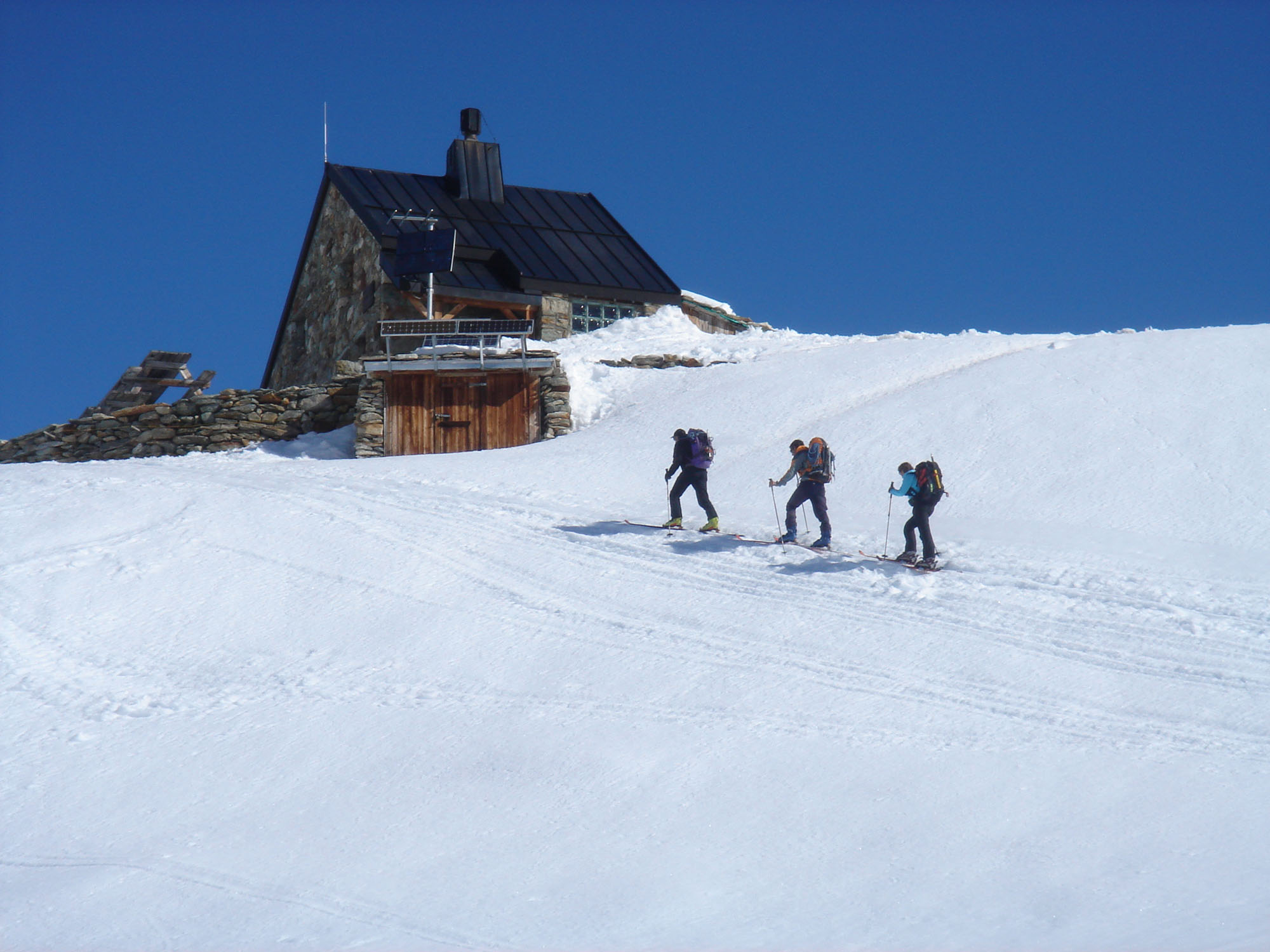
Cabane Arpitettaz im Frühjahr
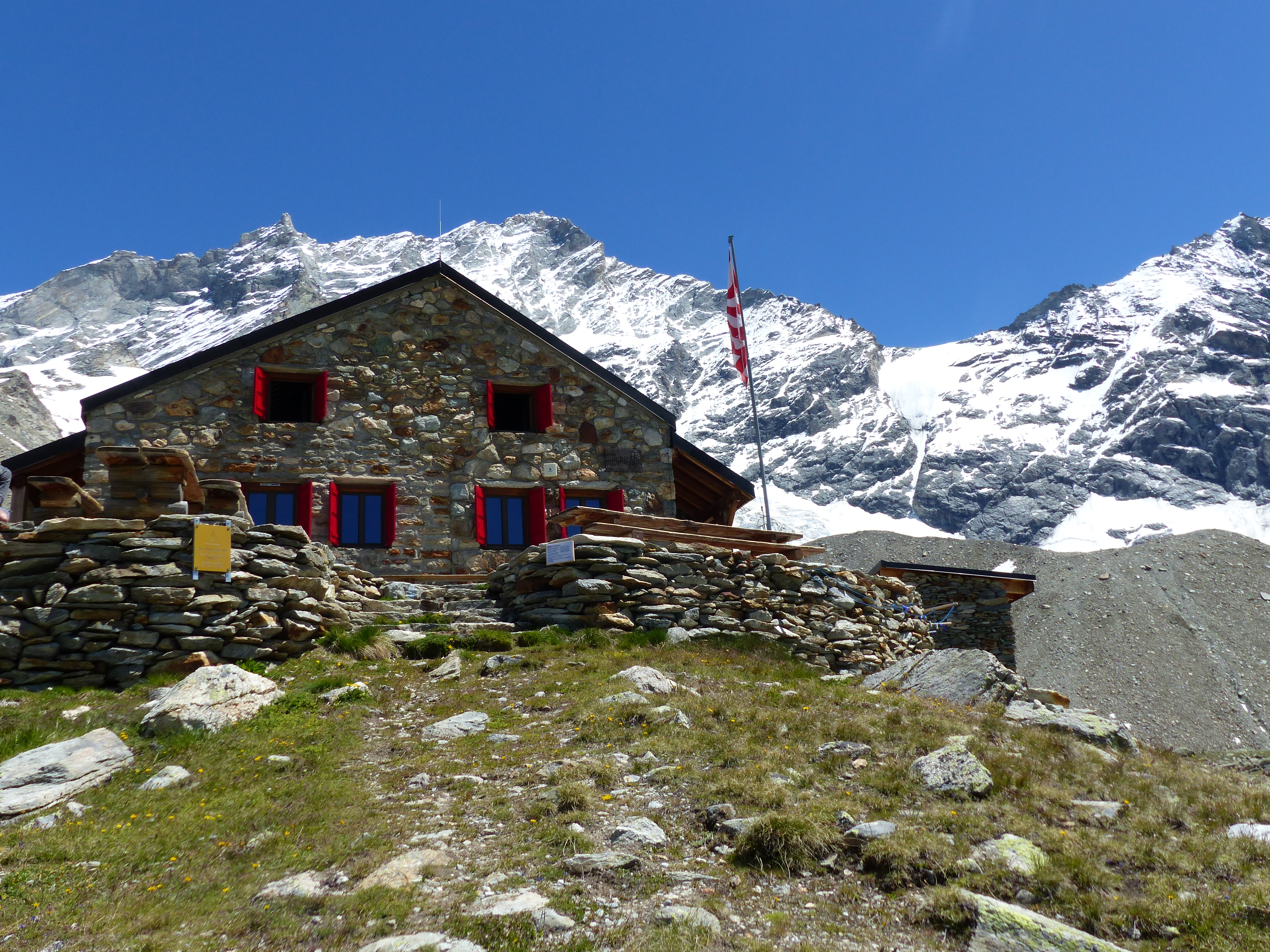
Cabane Arpitettaz mit Weisshorn
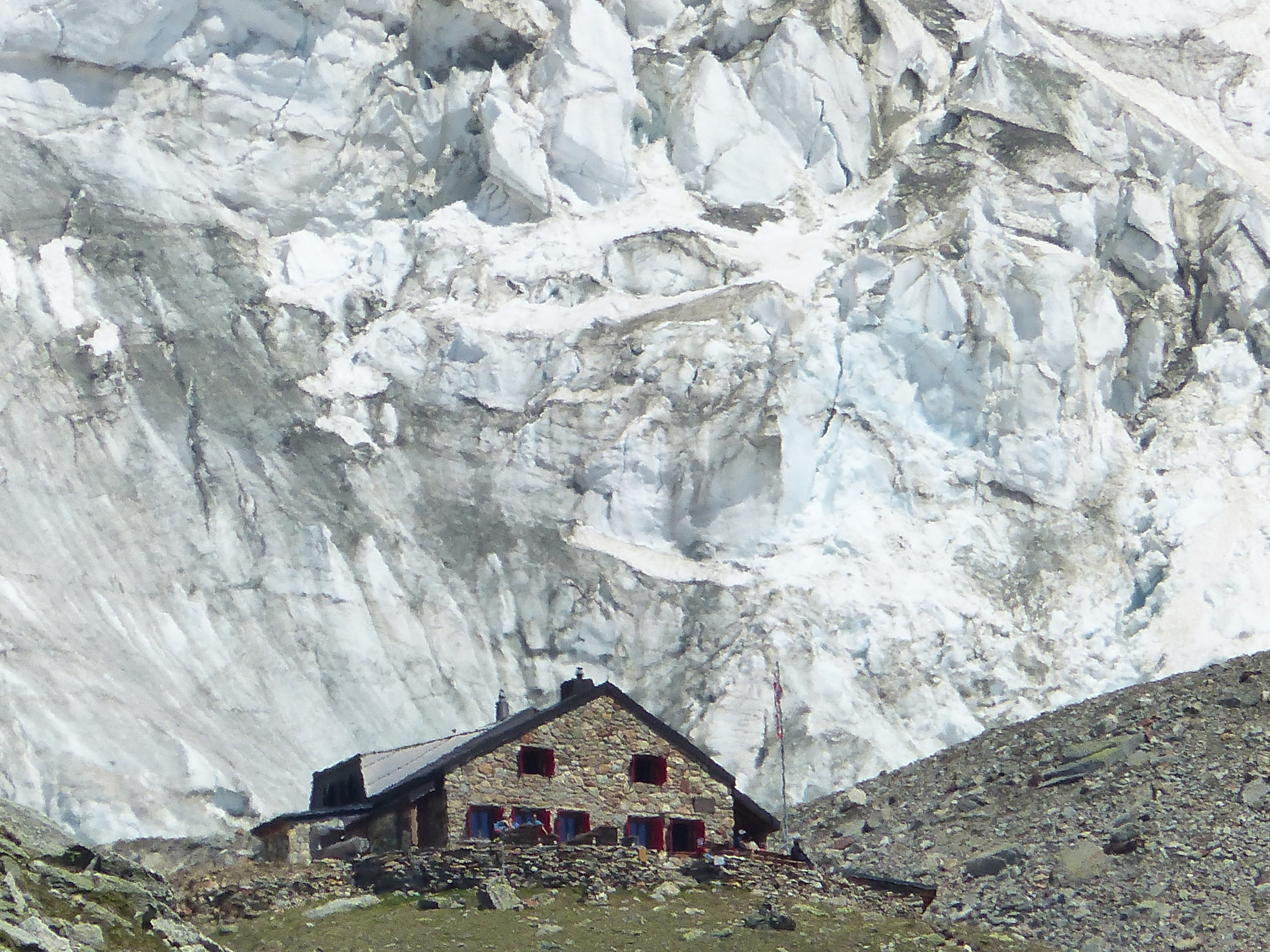
Cabane Arpitettaz mit Gletscherbruch des Glacier du Weisshorn